# Alejandro Valverde
Alejandro Valverde Belmonte (Las Lumbreras, 25 april 1980) is een Spaans gravelrijder bij het Movistar Team. Daarvoor was hij van 2002 tot 2022 wegwielrenner. Zijn bijnaam luidt El Imbatido of De Onverslagene. In 2018 werd hij wereldkampioen op de weg, na eerder zes keer op het podium te hebben gestaan. Op het gebied van heuvelklassiekers wordt hij gezien als een van de beste renners aller tijden.

## Carrière

### Begin
Valverde was bij de jeugd een supertalent. Zo won hij tussen zijn elfde en dertiende meer dan 50 opeenvolgende wedstrijden. Sindsdien draagt hij de bijnaam El Imbatido. In 2002 werd hij prof bij het Spaanse Kelme en in 2003 brak hij door, met als hoogtepunt twee etappes en de derde plaats in het eindklassement in de Ronde van Spanje, en de tweede plaats op het wereldkampioenschap. Hij begon het seizoen als een tamelijk onbekende renner en eindigde als 7e op de UCI-ranking. Hij toonde zich een veelzijdig renner, die kan klimmen, sprinten en tijdrijden.

### 2004–2006
2004 begon met geldproblemen bij zijn ploeg Kelme. De ploeg kon de rennerssalarissen niet meer betalen. Vanwege deze problemen en vanwege een dopingschandaal werd de ploeg geweerd bij zowel de Ronde van Italië als de Ronde van Frankrijk. Later in het jaar kwam Valverde wel aan de bak en tijdens de Ronde van Spanje won hij een etappe en werd vierde in het eindklassement. Ook liet hij opnieuw van zich spreken in het wereldkampioenschap: hij hielp Óscar Freire aan de wereldtitel en werd zelf zesde in de sprint. In totaal boekte Valverde in 2004 16 overwinningen.
Vanwege de geldproblemen bij die ploeg, en omdat Kelme geen deelname verkreeg voor de in 2005 ingevoerde ProTour, was Valverde voor 2005 op zoek naar een nieuwe ploeg. Uiteindelijk tekende hij voor Illes Balears. Met twee etappezeges in de Ronde van het Baskenland, één in Parijs-Nice en één in de Ronde van Frankrijk kon zijn nieuwe werkgever niet anders dan tevreden over haar aanwinst zijn. Toch bleek Valverde ook kwetsbaar, want drie dagen na zijn ritzege in de Tour moest hij als drager van de witte trui de ronde met een knieblessure verlaten. Na een korte revalidatie besloot hij toch aan te treden op het WK in Madrid, zijn eerste wedstrijd in 2 maanden, waar hij net naast de wereldtitel greep. Hij werd tweede na Tom Boonen.
In 2006 won hij zowel de Waalse Pijl als Luik-Bastenaken-Luik, twee belangrijke heuvelklassiekers die deel uitmaakten van de UCI ProTour. Zijn andere doel dit jaar was de Ronde van Frankrijk. In het Critérium du Dauphiné Libéré liet hij de concurrentie zien dat er rekening met hem moest gehouden worden in de Tour. Hij startte die bewuste Tour als een van de favorieten, zeker na het dopingschandaal Operación Puerto, dat ervoor zorgde dat diverse favorieten niet van start mochten gaan. Maar ook nu liep het, net als het voorgaande jaar, weer mis. In de derde rit kwam hij ten val en brak hij zijn sleutelbeen. Valverde stapte huilend uit de koers. Ook in de Ronde van Spanje gold hij als favoriet. Hij leek die roep waar te gaan maken, maar werd uiteindelijk toch nog door Aleksandr Vinokoerov voorbijgestreefd. Wel werd hij tweede, en werd hij dat jaar winnaar van het klassement van de ProTour. In het wereldkampioenschap sprintte hij naar de derde plaats, achter Paolo Bettini en Erik Zabel.

### 2007–2009

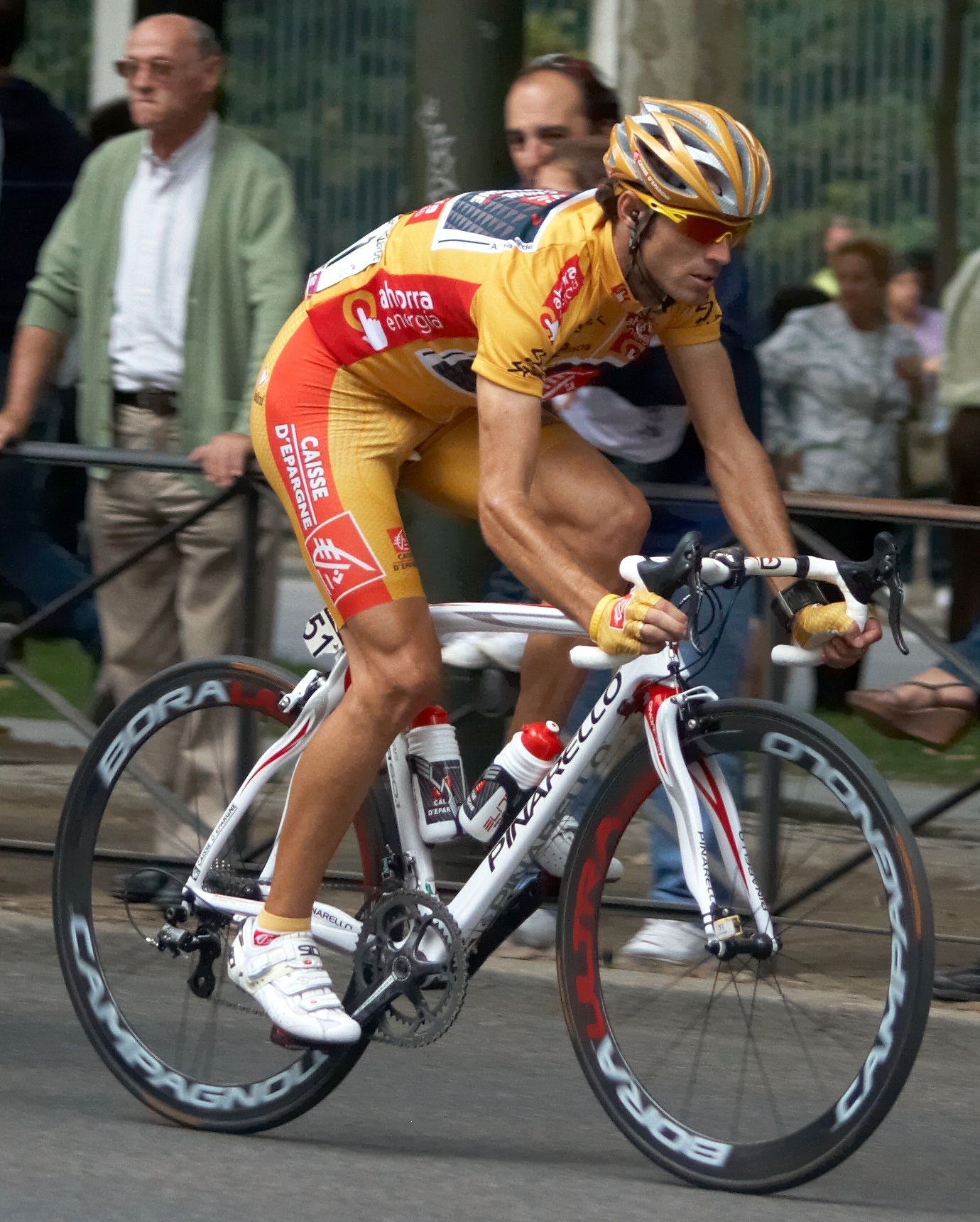
Valverde in de Ronde van Spanje 2009

In 2007 werd Valverde tweede in zowel de Waalse Pijl als in Luik-Bastenaken-Luik. Dat jaar reed hij voor het eerst de Ronde van Frankrijk uit. Valverde werd voor het begin van de Tour tot de favorieten voor de eindzege gerekend, maar werd uiteindelijk zesde.
Hij liet de Vuelta links liggen en zette alles op het WK. Het was enige tijd onzeker of hij daar mocht starten vanwege zijn niet bewezen onschuld in de zaak Fuentes, maar op 26 september 2007 werd bekend dat de Spaanse wielerbond met succes tegen de UCI in beroep was gegaan bij het internationaal sporttribunaal CAS. Op 14 februari werd de Operación Puerto weer geopend.
Ondertussen reeg Valverde de zeges aaneen in het seizoen 2008. Op 5 juli 2008 won hij de eerste etappe van de Ronde van Frankrijk, waardoor hij direct de leiding in zowel het algemeen klassement als het puntenklassement veroverde. De groene trui verloor hij na één dag aan Kim Kirchen, de gele trui een dag later aan Romain Feillu. Met de zesde etappe won Valverde zijn tweede rit in die Tour. Hij werd achtste in het eindklassement. In het najaar won Valverde de belangrijke Spaanse klassieker Clásica San Sebastián en stond als een van de favorieten aan de start in de Ronde van Spanje. Het begin was indrukwekkend met een demonstratie in de tweede etappe door van iedereen weg te sprinten in de hellende aankomststrook. Maar zoals zo vaak bij Valverde wisselde hij goede momenten met slechte momenten af. Hij verloor de ronde in de rit naar Suances waar hij meer dan drie minuten verloor. Door goede prestaties op de zware Angliru en de klimtijdrit naar de Navacerrada werd hij uiteindelijk nog vijfde. Door zijn goede prestaties sloot hij zijn seizoen af op de eerste plaats op de wereldranglijst.
Valverde begon zijn seizoen 2009 moeizaam door problemen met het CONI en UCI waardoor hij in het begin van het seizoen geen overwinningen kon boeken. Zijn eerste overwinningen kwamen in de Ronde van Castilië en León waar hij twee ritten won. In de Waalse klassiekers presteerde hij ietwat tegenvallend met een zevende plaats in de Waalse Pijl en een 19e plaats in Luik-Bastenaken-Luik. Valverde kreeg in het midden van het seizoen een domper te verwerken: hij mocht niet naar de Tour, omdat hij door het CONI voor twee jaar werd geschorst. Hierdoor mocht hij twee jaar lang geen wedstrijden in Italië rijden. Aangezien de Ronde van Frankrijk van dat jaar een stuk door Italië voerde, kon Valverde niet deelnemen. Ondanks deze domper raakte Valverde goed in vorm met als resultaat etappewinst en de eindzege in de Ronde van Catalonië voor Daniel Martin. Hij reisde af naar het Critérium du Dauphiné Libéré. Valverde won deze ronde ondanks de aanwezigheid van Evans, Contador en Gesink. Aan het einde van het seizoen 2009 kon Valverde eindelijk een grote ronde winnen. Hij won de Ronde van Spanje voor landgenoot Samuel Sánchez en de Australiër Cadel Evans.

### 2010–2012
In 2010 begon Valverde sterk met eindwinst in de Ronde van de Middellandse Zee. In Parijs-Nice werd hij tweede voor zijn ploegmaat Luis León Sánchez en achter Alberto Contador. In de Ronde van het Baskenland won hij twee etappes en werd hij tweede in het eindklassement achter Horner. In het heuveldrieluik presteerde hij redelijk. In de Amstel Gold Race was hij er niet vanwege de IJslandse aswolk die het vliegverkeer in Europa belemmerde. In de Waalse Pijl eindigde hij als achtste en in Luik-Bastenaken-Luik eindigde hij als derde achter Aleksandr Vinokoerov en Aleksandr Kolobnev. Vervolgens won hij de laatste etappe van de Ronde van Romandië. Ook in het eindklassement eindigde hij als eerste, voor Simon Špilak en Denis Mensjov. Midden 2010 kreeg Valverde een algemene schorsing van de UCI opgelegd vanwege Operación Puerto. Alle in 2010 geboekte resultaten werden hem ontnomen. Hij mocht weer koersen vanaf het seizoen 2012.
Zijn comeback maakte hij in het shirt van Team Movistar. Nauwelijks 5 koersdagen na zijn aflopende dopingschorsing, op 21 januari 2012, zegevierde Valverde in de koninginnenrit, met aankomst op Old Willunga Hill, van de Tour Down Under. Een maand later behaalde hij in de Ruta del Sol alweer zijn tweede overwinning van het jaar, eveneens in de koninginnenrit. Hij nam er ook de leiderstrui over en behield deze tot het einde. Hij zette zijn succesvolle reeks voort met een derde plaats in Parijs-Nice. Op 19 juli 2012 soleerde de Spanjaard 35,5 kilometer en won de laatste bergetappe van de Ronde van Frankrijk, in totaal zijn vierde etappezege in de Tour. Ook in de Ronde van Spanje van 2012 was Valverde succesvol: nadat hij met zijn ploeg de ploegentijdrit al had gewonnen, won hij de derde etappe door Joaquim Rodríguez nipt te verslaan in de sprint. Tevens nam hij de rode leiderstrui over van ploeggenoot Jonathan Castroviejo. Een dag later kwam Valverde echter ten val en verloor hij kostbare tijd op de overige klassementsrenners. Hij verloor de rode trui aan Rodríguez. In de achtste etappe leek Alberto Contador op een ritzege af te stevenen. Hij werd echter in de laatste meters gepasseerd door Valverde, met in zijn wiel Rodríguez. Hierdoor pakte Valverde zijn zevende ritzege in de Ronde van Spanje. Hij eindigde de ronde als tweede in het eindklassement en als winnaar van zowel het puntenklassement als het combinatieklassement. Tijdens de wegwedstrijd van de wereldkampioenschappen wielrennen in Valkenburg wist Valverde voor de vierde keer in zijn carrière het podium te halen: hij werd derde, achter Philippe Gilbert en Edvald Boasson Hagen.

### 2013–2022
In de Ronde van Frankrijk 2013 leek Valverde op weg naar een podiumplaats, maar in de 13e etappe, een vlakke etappe voor sprinters, had hij alle pech aan zijn zijde. De etappe leefde op door waaiervorming, Valverde kreeg een lekke band op 95 km van de finish, waarna hij er niet meer in slaagde terug te keren in het peloton, steeds verder wegzakte en uiteindelijk 10 minuten verloor. Zijn ploeggenoot Nairo Quintana zou de Tour uiteindelijk wel als tweede eindigen. Op het WK in Florence werd Valverde wederom derde, waardoor hij met vijf podiumplaatsen op WK's recordhouder werd.
Tijdens de wegwedstrijd van het WK van 2014 won Valverde voor het derde jaar op rij de bronzen medaille.
In 2015 won Valverde voor de derde keer en voor het tweede jaar op rij de Waalse Pijl. Enkele dagen later won hij zijn derde Luik-Bastenaken-Luik, door in de sprint Julian Alaphilippe en Joaquim Rodríguez te verslaan. Op 28 juni werd Valverde voor de tweede maal Spaans kampioen op de weg. In de Tour de France wist hij voor het eerst een podiumplaats te bemachtigen: hij eindigde als derde in Parijs, na Chris Froome en ploeggenoot Nairo Quintana. Valverde startte ook in de Ronde van Spanje, waar hij een etappe wist te winnen en voor de derde keer in zijn carrière het puntenklassement won. In het algemeen klassement eindigde hij als zevende. Op het WK van dat jaar eindigde Valverde op de vijfde plaats.

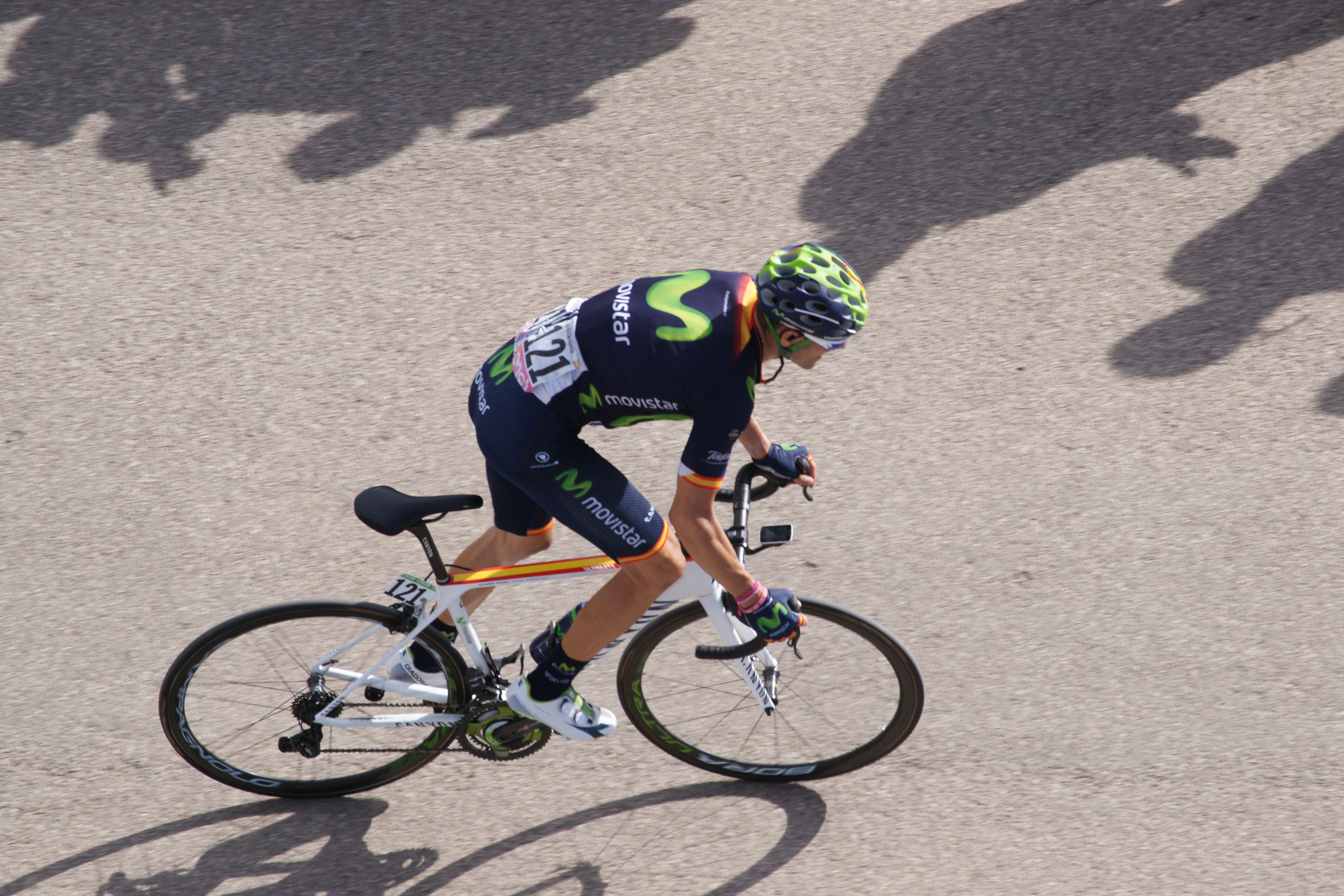
Valverde in de Ronde van Italië 2016

Ook in 2016 wist Valverde de Waalse Pijl te winnen. Het was al zijn vierde overwinning in die koers en daarmee werd Valverde alleen recordhouder. In mei 2016 startte Valverde voor het eerst in zijn carrière in de Ronde van Italië. Hij won er de 16e etappe en eindigde op de derde plaats in het eindklassement. In de wegwedstrijd op de Olympische Spelen in Rio de Janeiro werd Valverde dertigste, op ruim negenenhalve minuut van winnaar Greg Van Avermaet.
Valverde kende een goede start van het wielerseizoen 2017 met overwinningen in de Ronde van Murcia, de Ruta del Sol, de Ronde van Catalonië, de Ronde van het Baskenland, de Waalse Pijl en Luik-Bastenaken-Luik. Op 1 juli 2017, de eerste dag van de Tour de France, kwam hij tijdens de tijdrit echter zwaar ten val en moest hij meteen opgeven. Valverde ging te hard door een natte bocht en schoof onderuit. Onderzoek in het ziekenhuis wees uit dat hij zijn knieschijf en enkel gebroken had.
Na een lange revalidatie begon hij in 2018 meteen met een overwinning in de Ronde van Valencia. Hij slaagde er echter niet in om voor de vijfde achtereenvolgende keer de Waalse Pijl te winnen en moest zijn meerdere erkennen in Julian Alaphilippe. In de Ronde van Spanje was Valverde kopman van zijn ploeg en leek hij lang op weg naar een podiumplaats, maar in de laatste week verloor hij te veel tijd, waardoor hij uiteindelijk als vijfde eindigde. Hij wist wel voor de vierde keer het puntenklassement te winnen. Op 30 september kroonde Valverde zich tot wereldkampioen in het Oostenrijkse Innsbruck. In een sprint met vier bleef hij Romain Bardet, Michael Woods en Tom Dumoulin voor.
In oktober 2022 nam hij afscheid als professioneel wielrenner.

### 2023–heden
In april 2023 keerde de 42-jarige Valverde terug uit wielerpensioen. Hij kreeg een contract bij Movistar als gravelrijder. Op 23 april debuteerde hij in de gravelwedstrijd La Indomable in het Spaanse Berja in de Sierra Nevada, die hij direct wist te winnen. Valverde werd later dat jaar ook vierde op het WK gravel.

## Bloeddoping
Op 14 mei 2006 meldde de Spaanse Guardia Civil dat Valverde betrokken zou zijn in de dopingzaak rond Eufemiano Fuentes. In de dossiers van Fuentes zouden de codenamen 18 en Valv. (Piti) naar hem verwijzen. Piti was de naam van de hond van Valverde. Valverde zelf ontkende alle beschuldigingen.
Het CONI heeft bewezen dat het DNA uit een bloedstaal van Valverde, genomen tijdens de doortocht in Italië van de Ronde van Frankrijk 2008, overeenkwam met het DNA van bloed gevonden in een van de bloedzakken bij de dopingzaak rond Eufemiano Fuentes. Valverde was echter van plan het CONI zelf te vervolgen.
Begin 2009 werd Valverde opnieuw genoemd in de zaak. Het CONI vroeg twee jaar schorsing voor Valverde, wat op 11 mei gebeurde. Deze schorsing gold enkel op Italiaans grondgebied, maar dreigde wereldwijd te worden omdat de internationale wielerunie UCI overwoog de schorsing over te nemen.
Op 31 mei 2010 werd Valverde voor twee jaar wereldwijd geschorst, voor betrokkenheid in de zaak Operación Puerto. De straf ging met terugwerkende kracht op 1 januari 2010 in. Al zijn uitslagen van dat jaar werden geschrapt, die van vroeger mocht hij op zijn palmares houden. Valverde ging tegen de uitspraak in beroep, maar dit werd op 4 november afgewezen. In 2012 maakte hij zijn rentree in het peloton.

## Palmares

### Jeugd
- Spaans kampioenschap sprint: 1996 (nieuwelingen)
- Spaans kampioenschap kilometer: 1998 (junioren)
- Spaans kampioenschap op de weg: 2001 (beloften)

### Overwinningen
2002 - 0 zeges
- Puntenklassement Clásica Alcobendas

2003 - 10 zeges
- Eindklassement Challenge Mallorca (geen UCI-zege)
- Puntenklassement Ruta del Sol
- 3e etappe Ronde van het Baskenland
- Puntenklassement Ronde van het Baskenland
- 3e etappe Ronde van Aragon
- Klasika Primavera
- 4e etappe deel a en 5e etappe Trofeo Joaquim Agostinho
- Prueba Villafranca de Ordizia
- 9e en 15e etappe Ronde van Spanje
- Combinatieklassement Ronde van Spanje
- Criterium van Jaén (geen UCI-zege)

2004 - 16 zeges
- Trofeo Cala Millor
- 2e en 3e etappe Ronde van Valencia
- Eindklassement Ronde van Valencia
- Puntenklassement Ronde van Valencia
- Eindklassement Ronde van Murcia
- Combinatieklassement Ronde van Murcia
- 1e etappe Ronde van het Baskenland
- Puntenklassement Ronde van het Baskenland
- Klasika Primavera
- 3e, 4e en 5e etappe Ronde van Castilië en León
- Puntenklassement Ronde van Castilië en León
- Combinatieklassement Ronde van Castilië en León
- 1e, 2e en 3e etappe Ronde van Burgos
- Eindklassement Ronde van Burgos
- Puntenklassement Ronde van Burgos
- Bergklassement Ronde van Burgos
- 3e etappe Ronde van Spanje
- Criterium van Pamplona (geen UCI-zege)

2005 - 8 zeges
- Trofeo Manacor
- Trofeo Sóller
- Eindklassement Challenge Mallorca (geen UCI-zege)
- 7e etappe Parijs-Nice
- Jongerenklassement Parijs-Nice
- 3e en 4e etappe Ronde van het Baskenland
- 10e etappe Ronde van Frankrijk
- Criterium van Tres Cantos (geen UCI-zege)

2006 - 9 zeges
- 2e etappe Ronde van Murcia
- 1e etappe Ronde van het Baskenland
- Puntenklassement Ronde van het Baskenland
- Waalse Pijl
- Luik-Bastenaken-Luik
- 4e etappe Ronde van Romandië
- Puntenklassement Ronde van Romandië
- 7e etappe Ronde van Spanje
- Amstel Curaçao Race (geen UCI-zege)
- Criterium van Murcia (geen UCI-zege)
- Criterium van Jaén (geen UCI-zege)
- Eindklassement UCI ProTour

2007 - 6 zeges
- Eindklassement Ronde van Valencia
- Combinatieklassement Ronde van Valencia
- 4e etappe Ronde van Murcia (individuele tijdrit)
- Eindklassement Ronde van Murcia
- Puntenklassement Internationaal Wegcriterium
- 3e etappe Clásica Alcobendas (individuele tijdrit)
- 4e etappe Ronde van Burgos (individuele tijdrit)
- Puntenklassement Ronde van Burgos
- Criterium van Murcia (geen UCI-zege)

2008 - 16 zeges
- 4e etappe Ronde van Murcia (individuele tijdrit)
- Eindklassement Ronde van Murcia
- Parijs-Camembert
- Luik-Bastenaken-Luik
- 1e en 3e (individuele tijdrit) etappe Critérium du Dauphiné Libéré
- Eindklassement Critérium du Dauphiné Libéré
- Puntenklassement Critérium du Dauphiné Libéré
- Combinatieklassement Critérium du Dauphiné Libéré
- Spaans kampioenschap op de weg
- 1e en 6e etappe Ronde van Frankrijk
- Clásica San Sebastián
- 2e etappe Ronde van Spanje
- Criterium van Pamplona (geen UCI-zege)
- Dernycriterium van Marquette-lez-Lille (geen UCI-zege)
- Criterium van L'Hospitalet (geen UCI-zege)
- Criterium van Herencia (geen UCI-zege)
- Eindklassement UCI ProTour

2009 - 11 zeges
- 3e en 5e etappe Ronde van Castilië en León
- Puntenklassement Ronde van Castilië en León
- Bergklassement Ronde van Castilië en León
- Combinatieklassement Ronde van Castilië en León
- Klasika Primavera
- 3e etappe Ronde van Catalonië
- Eindklassement Ronde van Catalonië
- Eindklassement Critérium du Dauphiné Libéré
- Eindklassement Ronde van Burgos
- Puntenklassement Ronde van Burgos
- 19e etappe Ronde van Spanje
- Eindklassement Ronde van Spanje
- Combinatieklassement Ronde van Spanje
- Criterium van Alcobendas (geen UCI-zege)
- Criterium van Corralejo (geen UCI-zege)

2010 - 5 zeges
- Eindklassement Ronde van de Middellandse Zee
- Bergklassement Ronde van de Middellandse Zee
- 1e en 2e etappe Ronde van het Baskenland
- Puntenklassement Ronde van het Baskenland
- 5e etappe Ronde van Romandië
- Eindklassement Ronde van Romandië

2012 - 9 zeges
- 5e etappe Tour Down Under
- 2e etappe Ruta del Sol
- Eindklassement Ruta del Sol
- Puntenklassement Ruta del Sol
- Combinatieklassement Ruta del Sol
- 3e etappe Parijs-Nice
- 17e etappe Ronde van Frankrijk
- Draai van de Kaai (geen UCI-zege)
- 1e (ploegentijdrit), 3e en 8e etappe Ronde van Spanje
- Puntenklassement Ronde van Spanje
- Combinatieklassement Ronde van Spanje

2013 - 4 zeges
- Trofeo Serra de Tramuntana
- Proloog en 3e etappe Ruta del Sol
- Eindklassement Ruta del Sol
- Puntenklassement Ruta del Sol
- Puntenklassement Ronde van Spanje

2014 - 12 zeges
- Proloog, 1e en 2e etappe Ruta del Sol
- Eindklassement Ruta del Sol
- Puntenklassement Ruta del Sol
- Combinatieklassement Ruta del Sol
- Ronde van Murcia
- Roma Maxima
- Grote Prijs Miguel Indurain
- Waalse Pijl
- Spaans kampioenschap tijdrijden
- Clásica San Sebastián
- 1e (ploegentijdrit) en 6e etappe Ronde van Spanje
- Eindklassement UCI World Tour

2015 - 8 zeges
- Trofeo Serra de Tramuntana
- 2e, 5e en 7e etappe Ronde van Catalonië
- Waalse Pijl
- Luik-Bastenaken-Luik
- Spaans kampioenschap op de weg
- 4e etappe Ronde van Spanje
- Puntenklassement Ronde van Spanje
- Eindklassement UCI World Tour

2016 - 7 zeges
- 5e etappe Ruta del Sol
- Eindklassement Ruta del Sol
- Combinatieklassement Ruta del Sol
- 2e en 3e etappe Ronde van Castilië en León
- Eindklassement Ronde van Castilië en León
- Puntenklassement Ronde van Castilië en León
- Combinatieklassement Ronde van Castilië en León
- Waalse Pijl
- 16e etappe Ronde van Italië

2017 - 11 zeges
- Ronde van Murcia
- 1e etappe Ruta del Sol
- Eindklassement Ruta del Sol
- Puntenklassement Ruta del Sol
- Combinatieklassement Ruta del Sol
- 3e, 5e en 7e etappe Ronde van Catalonië
- Eindklassement Ronde van Catalonië
- Bergklassement Ronde van Catalonië
- 5e etappe Ronde van het Baskenland
- Eindklassement Ronde van het Baskenland
- Puntenklassement Ronde van het Baskenland
- Waalse Pijl
- Luik-Bastenaken-Luik

2018 - 15 zeges
- 2e en 4e etappe Ronde van Valencia
- Eindklassement Ronde van Valencia
- 5e etappe Ronde van Abu Dhabi
- Eindklassement Ronde van Abu Dhabi
- 2e en 4e etappe Ronde van Catalonië
- Eindklassement Ronde van Catalonië
- Bergklassement Ronde van Catalonië
- Grote Prijs Miguel Indurain
- 3e etappe Route d'Occitanie
- Eindklassement Route d'Occitanie
- Puntenklassement Route d'Occitanie
- 2e en 8e etappe Ronde van Spanje
- Puntenklassement Ronde van Spanje
- Wereldkampioenschap op de weg
- Criterium van Saitama (geen UCI-zege)

2019 - 5 zeges
- 3e etappe Ronde van de Verenigde Arabische Emiraten
- 1e etappe Route d'Occitanie
- Eindklassement Route d'Occitanie
- Spaans kampioenschap op de weg
- 7e etappe Ronde van Spanje

2021 - 3 zeges
- Grote Prijs Miguel Indurain
- 6e etappe Critérium du Dauphiné
- 3e etappe Ronde van Sicilië

2022 - 3 zeges
- Trofeo Pollança-Port d'Andratx
- 3e etappe O Gran Camiño
- Eindklassement O Gran Camiño
- Puntenklassement O Gran Camiño

Totaal: 153 zeges (waarvan 134 individuele UCI-zeges)

### Resultaten in voornaamste wedstrijden
| Jaar | Ronde van Italië | Ronde van Frankrijk | Ronde van Spanje |
| ---- | ---------------- | ------------------- | ---------------- |
| 2002 |                  |                     | opgave           |
| 2003 |                  |                     | ↑ (2)            |
| 2004 |                  |                     | 4e (1)           |
| 2005 |                  | opgave (1)          |                  |
| 2006 |                  | opgave              | ↑ (1)            |
| 2007 |                  | 5e                  |                  |
| 2008 |                  | 8e (2)              | 5e (1)           |
| 2009 |                  |                     | ↑ (1)            |
| 2010 |                  |                     |                  |
| 2011 |                  |                     |                  |
| 2012 |                  | 20e (1)             | ↑ (2)            |
| 2013 |                  | 8e                  | ↑                |
| 2014 |                  | 4e                  | ↑ (1)            |
| 2015 |                  | ↑                   | 7e (1)           |
| 2016 | ↑ (1)            | 6e                  | 12e              |
| 2017 |                  | opgave              |                  |
| 2018 |                  | 14e                 | 5e (2)           |
| 2019 |                  | 9e                  | ↑ (1)            |
| 2020 |                  | 12e                 | 10e              |
| 2021 |                  | 24e                 | opgave           |
| 2022 | 11e              |                     | 13e              |

| Jaar | Milaan-San Remo | Ronde van Vlaanderen | Amstel Gold Race | Luik-Bast.‑Luik | Ronde van Lombardije | Strade Bianche | Waalse Pijl | Clásica San Sebastián |  | WK op de weg |  | Wereldranglijsten |
| ---- | --------------- | -------------------- | ---------------- | --------------- | -------------------- | -------------- | ----------- | --------------------- |  | ------------ |  | ----------------- |
| 2002 | 130e            |                      | opgave           |                 |                      |                |             | 157e                  |  |              |  | 352e (FWR)        |
| 2003 | 54e             |                      |                  |                 | 39e                  |                |             |                       |  | ↑            |  | 7e (FWR)          |
| 2004 |                 |                      |                  |                 |                      |                |             | 61e                   |  | 6e           |  | 5e (FWR)          |
| 2005 | 33e             |                      | 13e              | 34e             | 12e                  |                | 40e         |                       |  | ↑            |  | 22e (UPT)         |
| 2006 | 24e             |                      | 23e              | ↑               | opgave               |                | ↑           | 8e                    |  | ↑            |  | (UPT)             |
| 2007 |                 |                      | 6e               | ↑               |                      |                | ↑           | ↑                     |  | 57e          |  | 4e (UPT)          |
| 2008 |                 |                      | ↑                | ↑               |                      |                | 21e         | ↑                     |  | 37e          |  | (UPT)             |
| 2009 |                 |                      | 21e              | 19e             |                      |                | 7e          | 17e                   |  | 9e           |  | (UWK)             |
| 2010 |                 |                      |                  | ↑               |                      |                | -8e         |                       |  |              |  |                   |
| 2011 |                 |                      |                  |                 |                      |                |             |                       |  |              |  |                   |
| 2012 |                 |                      | 22e              | uitgesl.        |                      |                | 46e         | 26e                   |  | ↑            |  | 5e (UWT)          |
| 2013 |                 |                      | ↑                | ↑               | ↑                    | 13e            | 7e          | ↑                     |  | ↑            |  | (UWT)             |
| 2014 |                 |                      | 4e               | ↑               | ↑                    | ↑              | ↑           | ↑                     |  | ↑            |  | (UWT)             |
| 2015 | 20e             |                      | ↑                | ↑               | 4e                   | ↑              | ↑           | ↑                     |  | 5e           |  | (UWT) (UWR)       |
| 2016 | 15e             |                      |                  | 15e             | 6e                   | 10e            | ↑           | ↑                     |  |              |  | 4e (UWT) 5e (UWR) |
| 2017 |                 |                      | 19e              | ↑               |                      |                | ↑           |                       |  |              |  | 7e (UWT) 7e (UWR) |
| 2018 |                 |                      | 5e               | 13e             | 11e                  | 4e             | ↑           |                       |  | ↑            |  | (UWT) (UWR)       |
| 2019 | 7e              | 8e                   | 66e              | opgave          | ↑                    |                | 11e         | 10e                   |  | opgave       |  | 5e (UWR)          |
| 2020 |                 |                      |                  |                 |                      |                |             |                       |  | 8e           |  | 53e (UWR)         |
| 2021 |                 |                      | 5e               | 4e              | 5e                   | 47e            | ↑           |                       |  |              |  | 11e (UWR)         |
| 2022 |                 |                      |                  | 7e              | 6e                   | ↑              | ↑           | opgave                |  |              |  | 10e (UWR)         |

### Resultaten in kleinere rondes
| Jaar | Ruta del Sol             | Ronde van Abu Dhabi | Parijs-Nice | Ronde van Catalonië | Ronde van het Baskenland | Ronde van Romandië | Critérium du Dauphiné | Ronde van Burgos |
| 2002 |                          |                     |             | 34e                 | 47e                      | 24e                |                       |                  |
| 2003 | Brons · Puntenklassement |                     |             | 5e                  |                          |                    |                       |                  |
| 2004 |                          |                     | 33e         | 6e                  |                          |                    | (3)                   |                  |
| 2005 |                          | ↑ (1)               | 80e         | 28e                 |                          |                    |                       |                  |
| 2006 |                          |                     |             | ↑ (1)               | ↑ (1)                    | 7e                 |                       |                  |
| 2007 |                          |                     |             | 5e                  |                          | opgave             | ↑ (1)                 |                  |
| 2008 |                          |                     |             |                     |                          | ↑ (2)              |                       |                  |
| 2009 |                          |                     | ↑ (1)       |                     | 4e                       | ↑                  | ↑                     |                  |
| 2010 |                          | ↑                   |             | ↑ (2)               | ↑ (1)                    |                    |                       |                  |
| 2011 |                          |                     |             |                     |                          |                    |                       |                  |
| 2012 | ↑ (1)                    | ↑ (1)               | opgave      |                     |                          |                    |                       |                  |
| 2013 | (2)                      |                     | opgave      |                     | 9e                       | 7e                 |                       |                  |
| 2014 | ↑ (3)                    |                     |             | 5e                  |                          |                    |                       |                  |
| 2015 |                          | 7e                  |             | ↑ (3)               |                          |                    | 9e                    |                  |
| 2016 | ↑ (1)                    |                     |             |                     |                          |                    |                       |                  |
| 2017 | (1)                      |                     |             | ↑ (3)               | ↑ (1)                    |                    | 9e                    |                  |
| 2018 |                          | ↑ (1)               |             | ↑ (2)               |                          |                    |                       |                  |
| 2019 |                          |                     |             | 10e                 |                          |                    |                       |                  |
| 2020 |                          |                     |             |                     |                          | 12e                | 15e                   |                  |
| 2021 |                          |                     | 4e          | 7e                  |                          | 14e (1)            |                       |                  |
| 2022 |                          |                     |             | opgave              |                          |                    |                       |                  |

## Ploegen
- 2002 –  Kelme-Costa Blanca
- 2003 –  Kelme-Costa Blanca
- 2004 –  Comunidad Valenciana-Kelme
- 2005 –  Illes Balears-Caisse d'Epargne
- 2006 –  Caisse d'Epargne-Illes Balears
- 2007 –  Caisse d'Epargne
- 2008 –  Caisse d'Epargne
- 2009 –  Caisse d'Epargne
- 2010 –  Caisse d'Epargne
- 2012 –  Movistar Team
- 2013 –  Movistar Team
- 2014 –  Movistar Team
- 2015 –  Movistar Team
- 2016 –  Movistar Team
- 2017 –  Movistar Team
- 2018 –  Movistar Team
- 2019 –  Movistar Team
- 2020 –  Movistar Team
- 2021 –  Movistar Team
- 2022 –  Movistar Team

## Afbeeldingen

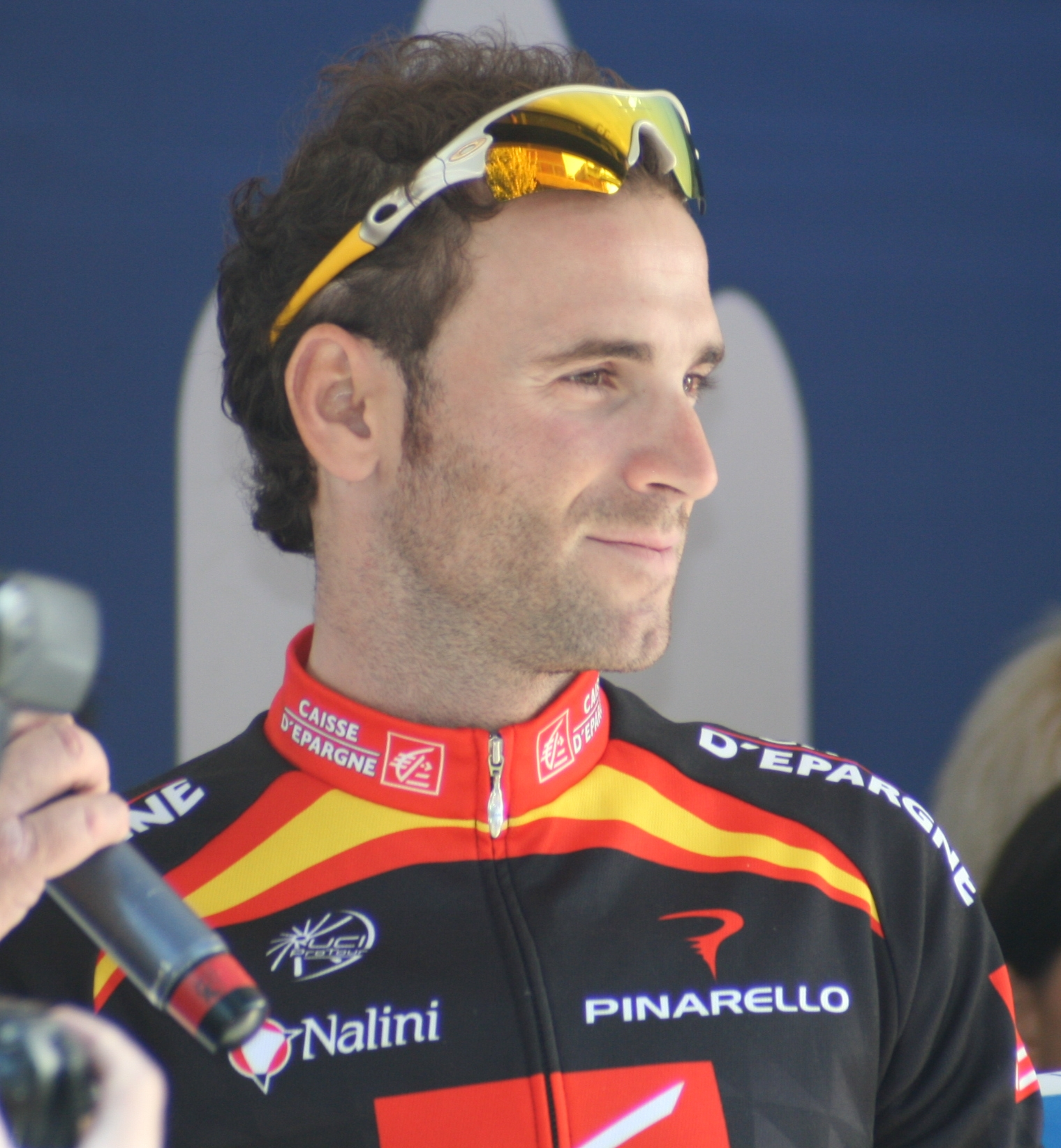
Valverde in Marquette-lez-Lille in 2008
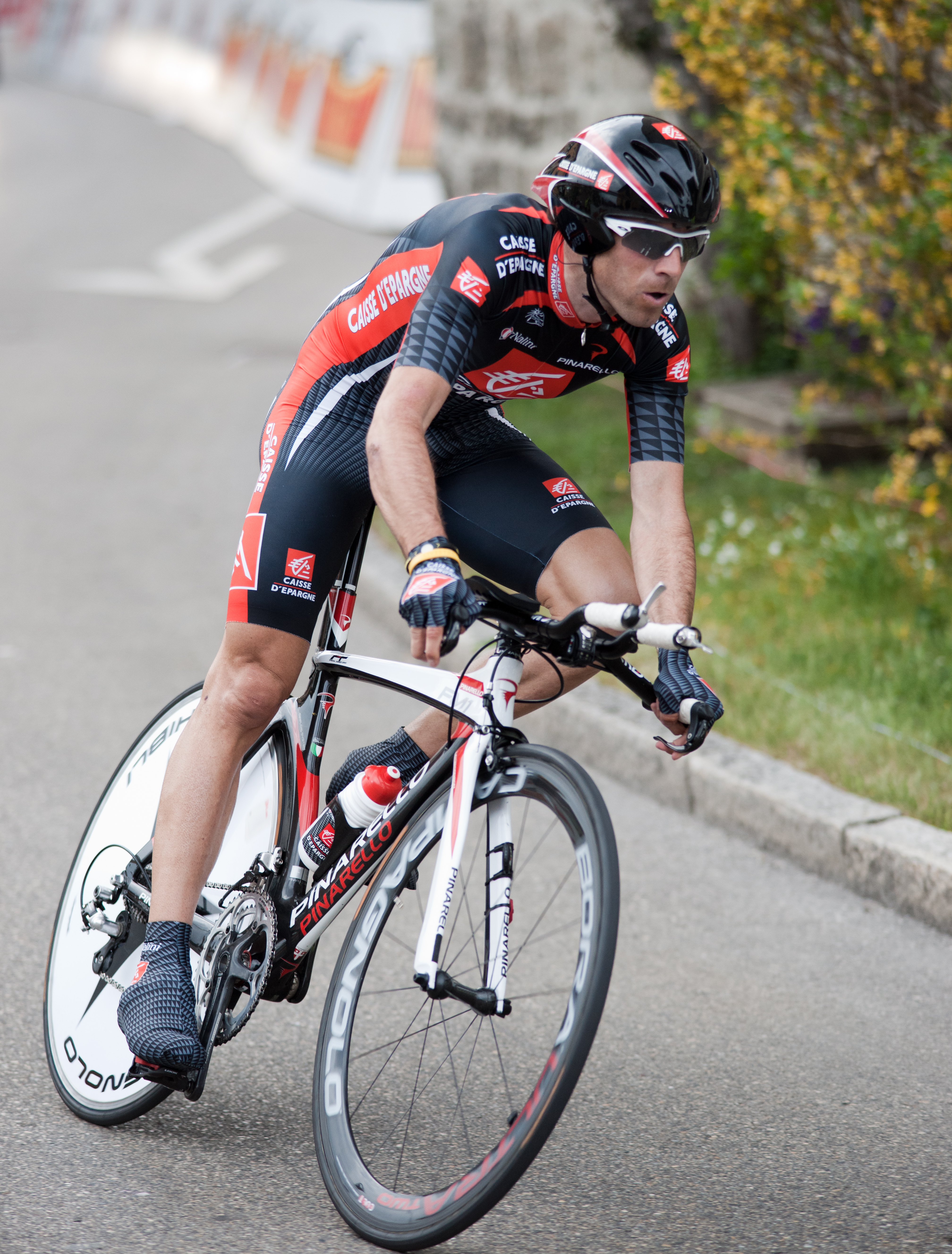
Valverde in de Ronde van Romandië 2010
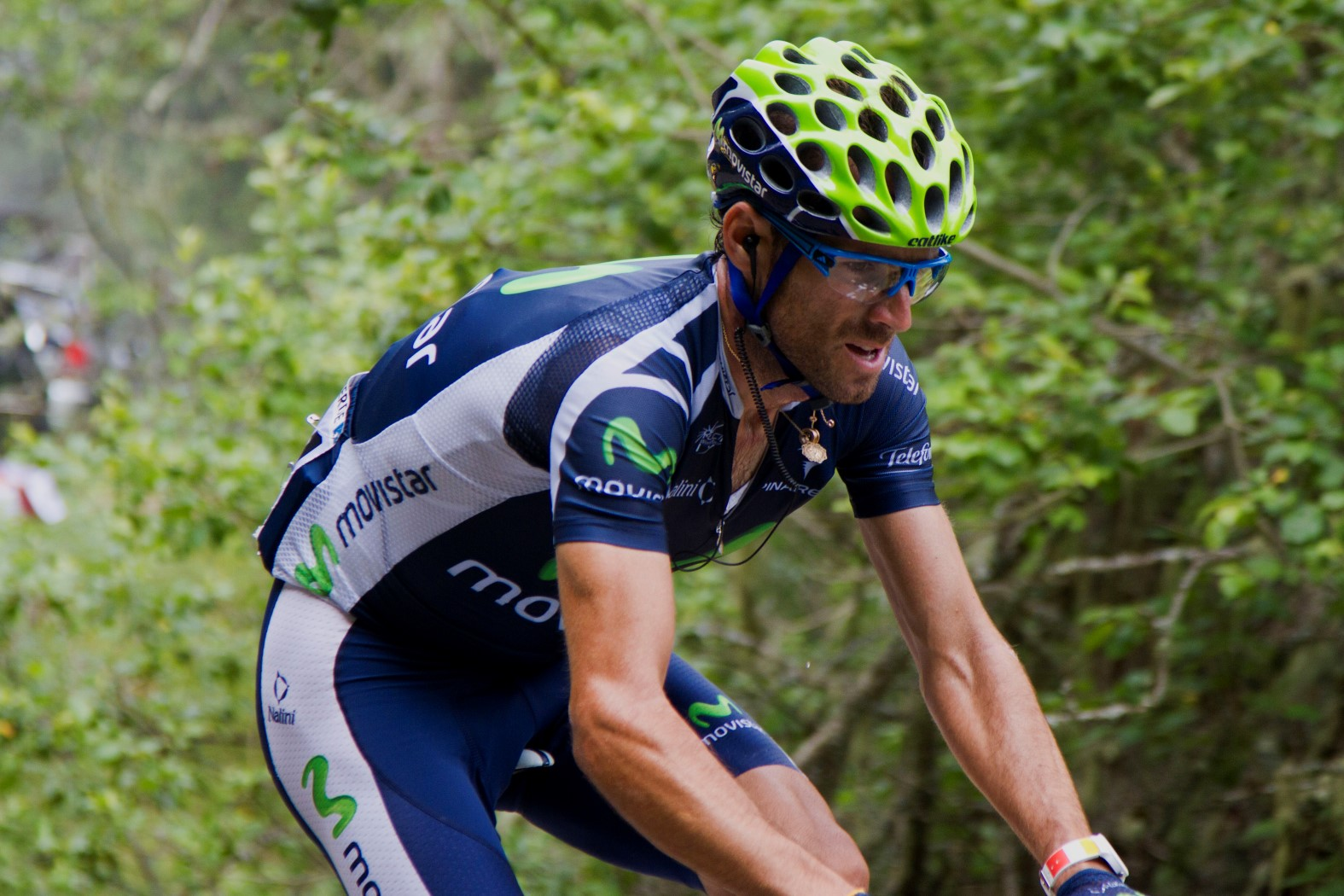
Valverde in de Ronde van Frankrijk 2012
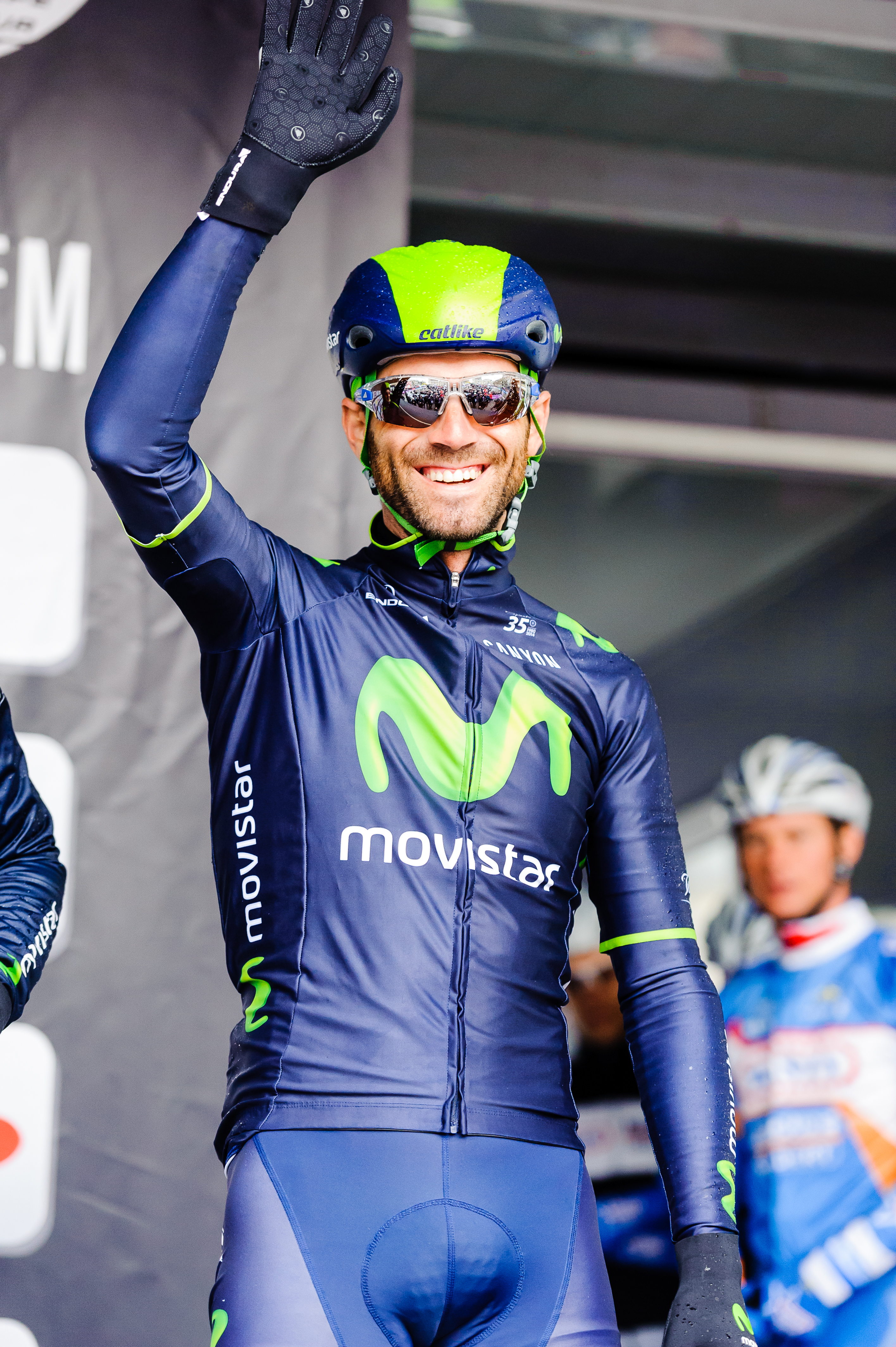
Valverde in Dwars door Vlaanderen 2014
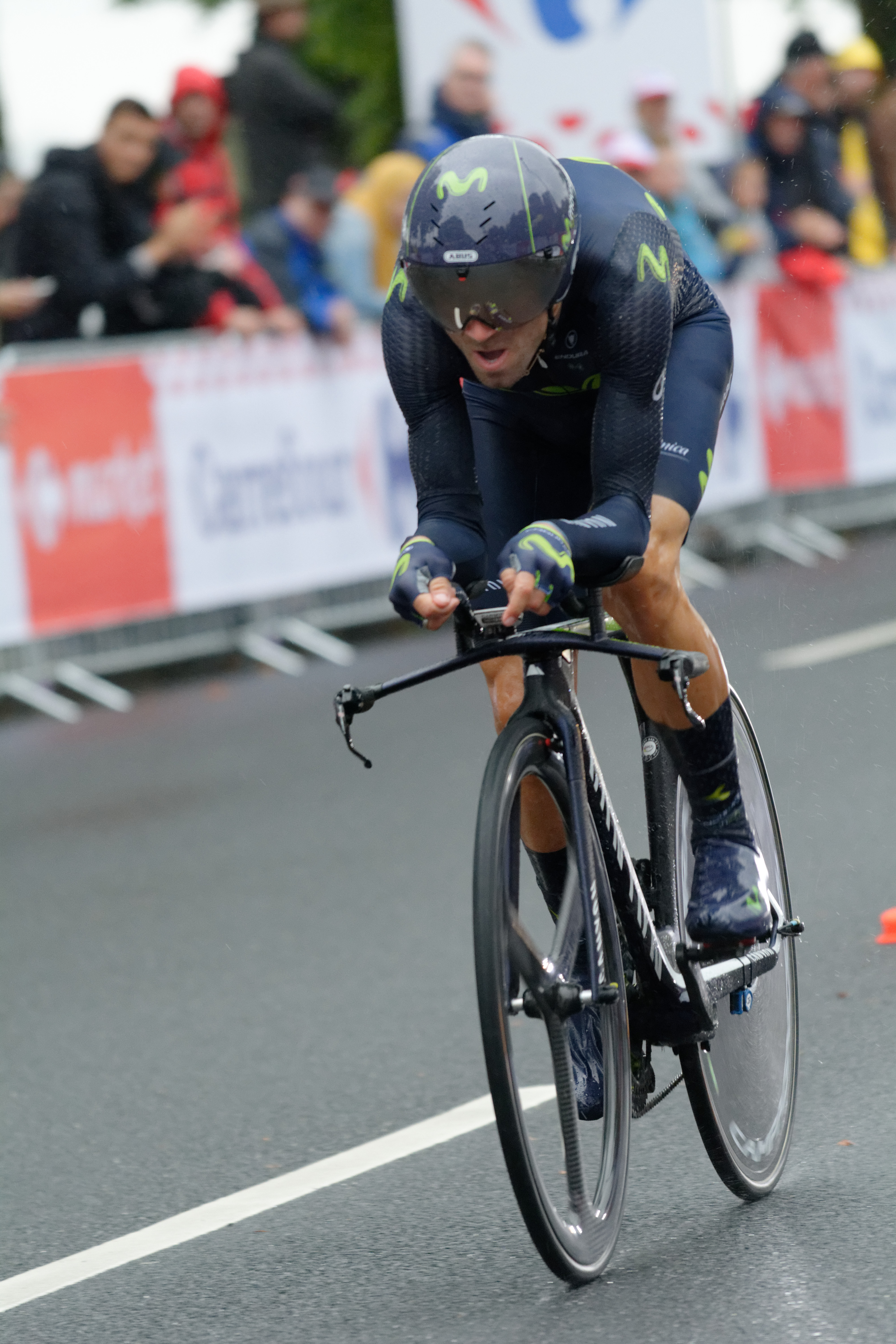
Valverde in de Ronde van Frankrijk 2017
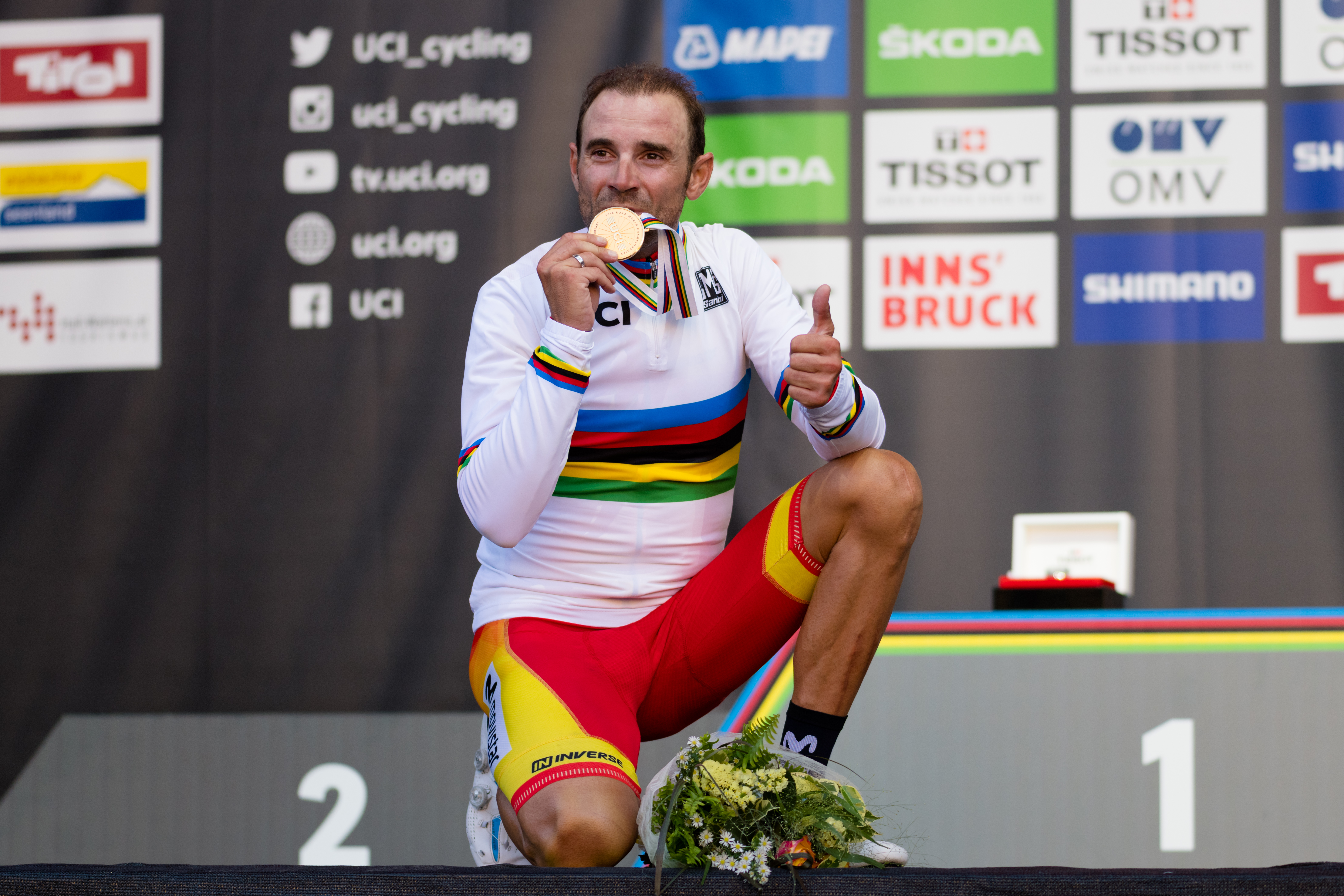
Valverde op het WK in 2018

Wielerploegen van Alejandro Valverde
Botero   ·
Cabello ·
Cuenca ·
de los Ángeles ·
Gálvez ·
García ·
Gómez ·
González ·
José Enrique Gutiérrez ·
José Ignacio Gutiérrez ·
Julia ·
León ·
López ·
Lozano ·
Manzano ·
Muñoz ·
Navarrete ·
Otero ·
Pascual ·
Pérez ·
Riera ·
Rodríguez ·
Sevilla ·
Tauler ·
Usano ·
Valverde ·
Vicioso ·
Vidal ·
Zaballa
Cabello ·
Cuenca ·
Gálvez ·
A. García ·
C. García ·
José Enrique Gutiérrez ·
José Ignacio Gutiérrez ·
Julia ·
Latasa ·
Lozano ·
Manzano (tot 30/09) ·
Muñoz ·
Parra ·
Pascual ·
Riera ·
Rodríguez ·
Sevilla ·
Tauler ·
Usano ·
Valverde ·
Zaballa
Alonso ·
Ballester ·
Blanco ·
Bonilla ·
Cabello ·
Casero ·
Cherro ·
Cuenca ·
A. García ·
C. García ·
Jiménez ·
Julia ·
Latasa ·
Martínez ·
Muñoz (tot 31/03) ·
Odriozola ·
Olmo ·
Parra (tot 31/08) ·
Javier Pascual Llorente ·
Javier Pascual Rodríguez ·
Plaza ·
Valverde ·
Zárate
Arrieta ·
Arroyo ·
Becke ·
Carrasco ·
Colom ·
Erviti ·
Escobar ·
Gálvez ·
García ·
Gonzalez ·
Gutiérrez ·
Horrach ·
Julia ·
Karpets ·
Lastras ·
Leonet ·
Mancebo ·
Navas ·
A. Osa ·
U. Osa ·
Pérez ·
Pradera ·
Reynés ·
Tauler ·
Valverde ·
Zandio
Arroyo ·
Berthou ·
Brard ·
Carrasco ·
Colom ·
Erviti ·
Fertonani ·
Gálvez (tot 26/11) ·
García ·
Gutiérrez ·
Horrach ·
Jefimkin ·
Julia ·
Karpets ·
Lastras ·
Leonet ·
Markov ·
Pereiro ·
A. Pérez ·
F. Pérez ·
Perget ·
Portal ·
Pradera ·
Reynés ·
Rodríguez ·
Valverde ·
Zaballa ·
Zandio
Arroyo ·
Berthou ·
Brard ·
Erviti ·
Fertonani ·
García ·
Gutiérrez ·
Horrach ·
Jefimkin ·
Karpets ·
Lastras ·
López ·
Losada ·
Markov ·
Pereiro ·
A. Pérez ·
F. Pérez ·
Perget ·
Plaza ·
N. Portal ·
S. Portal ·
Reynés ·
Rodríguez ·
Rojas ·
Sánchez ·
Valverde ·
Zaballa ·
Zandio
Arroyo ·
Charteau ·
Coyot ·
Drujon ·
Erviti ·
García ·
Gutiérrez ·
Horrach ·
Karpets ·
Lastras ·
López ·
Losada ·
Moreno ·
Pasamontes ·
Patanchon ·
Pereiro ·
F. Pérez ·
M. Pérez ·
Perget ·
Portal ·
Rodríguez ·
Rojas ·
Rujano ·
Sánchez ·
Urán ·
Valverde ·
Zandio
Amador ·
Arroyo ·
Charteau ·
Costa ·
Coyot ·
Drujon ·
Erviti ·
García ·
Gutiérrez ·
Jeannesson ·
Kiryjenka ·
Lastras ·
López ·
Losada ·
Madrazo ·
Moreno ·
Pasamontes ·
Pereiro ·
F. Pérez ·
M. Pérez ·
Perget ·
Portal ·
Rodríguez ·
Rojas ·
Sánchez ·
Urán ·
Valverde ·
Zandio
Amador ·
Arroyo ·
Bruseghin ·
Cobo ·
Costa ·
Coyot ·
Drujon ·
Erviti ·
García ·
Gutiérrez ·
Jeannesson ·
Kiryjenka ·
Lastras ·
López ·
Losada ·
Madrazo ·
Moreau ·
Pasamontes ·
Pérez ·
Perget ·
Plaza ·
Rojas ·
Sánchez ·
Soler ·
Urán ·
Valverde ·
Zandio
Amador · 
Arroyo · 
Bruseghin · 
Castroviejo ·
Cobo · 
Costa · 
Erviti · 
Gutiérrez · 
Jesús Herrada ·  
José Herrada ·
Intxausti · 
Iriarte · 
Karpets · 
Kiryjenka · 
Konovalovas ·
Lastras · 
López · 
Madrazo · 
Moreno · 
Pardilla · 
Plaza · 
Quintana · 
Rojas · 
Samojlaw · 
Sanz · 
Valverde · 
Ventoso ·
Visconti · 
Angarita (stagiair)
Amador · 
Arroyo · 
Bruseghin · 
Capecchi · 
Castroviejo · 
Cobo · 
Costa  · 
Dowsett · 
Erviti · 
Jesús Herrada · 
José Herrada · 
Gutiérrez · 
Intxausti · 
Karpets · 
Lastras · 
Madrazo · 
Moreno · 
Pardilla · 
Plaza · 
Quintana · 
Rojas · 
Samojlaw · 
Sanz · 
Szmyd · 
Valverde · 
Ventoso · 
Visconti
Amador · Antón · Capecchi · Castroviejo · Dowsett · Erviti · Gadret ·  Gutiérrez · Jesús Herrada · José Herrada · Intxausti · G. Izagirre · J. Izagirre · Lastras · Lobato · Malori · Moreno · Plaza · D. Quintana · N. Quintana · Rojas · Sanz · Sütterlin · Szmyd · Valverde · Ventoso · Visconti
Amador · Anacona · Antón · Capecchi · Castroviejo · Dowsett · Erviti · Fernández · Gadret · Jesús Herrada · José Herrada · Intxausti · G. Izagirre · J. Izagirre · Lastras · Lobato · Malori · Moreno · D. Quintana · N. Quintana · Rojas · Sanz · Soler · Sutherland · Sütterlin · Valverde · Ventoso · Visconti
Amador · Anacona · Arcas · Betancur · Castroviejo   · Dowsett · Erviti · Fernández · Jesús Herrada · José Herrada · G. Izagirre · J. Izagirre · Lobato · Malori · D. Moreno · J. Moreno · Oliveira · Pedrero · D. Quintana · N. Quintana · Rojas · Soler · Sutherland · Sütterlin · Valverde · Ventoso · Visconti  · Carapaz (stagiair)
Amador · Anacona · Arcas · Barbero · Bennati · Betancur · Bico · Carapaz · Carretero · Castroviejo   · de la Parte · Dowsett · Erviti · Fernández · Jesús Herrada · José Herrada · Izagirre · Malori · Moreno · Oliveira · Pedrero · D. Quintana · N. Quintana · Rojas · Soler · Sutherland · Sütterlin · Valverde
Amador · Anacona · Arcas · Barbero · Bennati · Betancur · Bico · Carapaz · Carretero · Castrillo · de la Parte · Erviti · Fernández · Landa · Oliveira · Pedrero · D. Quintana · N. Quintana · Rojas · Rosón · Sepúlveda · Soler · Sütterlin · Valls · Valverde 
Amador · Anacona · Arcas · Barbero · Bennati · Betancur · Carapaz · Carretero · Castrillo · Erviti · Fernández · Landa · Mas · Oliveira · Pedrero · Prades · Quintana · Roelandts · Rojas · Rosón · Sepúlveda · Soler · Sütterlin · Valls · 
Valverde  · Verona
Alba · Arcas · Betancur (tot 31/08) · Carretero · Cataldo · Cullaigh · Elosegui · Erviti · Hollmann · Jacobs · Jorgenson · E. Mas · L. Mas · Mora · Norsgaard · Oliveira · Pedrero · Prades · Roelandts · Rojas · Rubio · Samitier · Sepúlveda · Soler · Torres · Valverde · Verona · Villella
Alba · Arcas · Carretero · Cataldo · Cullaigh · Elosegui · Erviti · García · González ·  Hollmann · Jacobs · Jorgenson · López (tot 1/10) · E. Mas · L. Mas · Mora · Mühlberger · Norsgaard · Oliveira · Pedrero · Rojas · Rubio · Samitier · Serrano · Soler · Torres · Valverde · Verona · Villella
Aranburu · Arcas · Barta · Elosegui · Erviti · García · González · Hollmann · Izagirre · Jacobs · Jorgenson · Kanter · Lazkano · E. Mas · L. Mas · Mühlberger · Norsgaard · Oliveira · Pedrero · Rangel Costa · Rodríguez · Rojas · Rubio · Samitier · Serrano · Sosa · Torres · Valverde · Verona
- Biblioteca Nacional de España: XX5758562
- Catàleg d'autoritats de noms i títols de Catalunya: 981058620165906706
- Virtual International Authority File: 7152864152704822965